# Hyundai
A Hyundai Dél-Korea egyik legnagyobb családi alapítású óriásvállalata, azaz csebolja volt, amit 2001-ben feldaraboltak. A Hyundai rendelkezik a világ legnagyobb autógyártelepével, mely Ulszan városában található.

## Története
A Hyundai-t 1947-ben alapította Chung Ju-yung Dél-Koreában, mint építőipari vállalatot. A vállalat rendkívül gyorsan növekedett és évtizedek alatt az ország egyik legnagyobb csebolja lett. Fontos leányvállalatai voltak a Hyundai Motor Company (현대자동차 주식회사 Hjaonde Csadongcsha Csusikhösza) és a Hyundai Heavy Industries, a világ legnagyobb hajógyára.[forrás?] Ezen kívül a csebol jelen volt még az elektronikában, valamint a konténerszállítás, mozgólépcső-gyártás és a turizmus területén is. 1998-ban a vállalat megvásárolta a Kia Motors Company-t.[forrás?] Az 1997-es délkelet-ázsiai gazdaság válság nyomán a dél-koreai kormány fellépett az ország gazdaságában túl nagy súllyal rendelkező csebolok reformjáért. A veszteséges Hyundai Group – ami ekkor az ország GDP-jének 20%-át adta – eladta veszteséges üzletágait és főbb tevékenységei közül az autógyártás, elektronikai ipar, nehézipar, építőipari és a pénzügyi tevékenység maradt meg. A reformok azonban nem hozták meg a várt eredményt, így előbb 2000 szeptemberében az autógyártó Hyundai Motor Company kivált a csoportból, majd a csebolt 2001-ben feldarabolták. A csebolról leválasztott vállalatok közül több is a Hyundai nevet viseli, annak ellenére, hogy jogilag nem tartoznak többé egy vállalatcsoporthoz. 2001-ben elhunyt a Hyundai alapítója[forrás?].